# إنغريد فان بيرغن
إنغريد فان بيرغن (بالألمانية: Ingrid van Bergen)‏ هي ممثلة ألمانية، ولدت في 15 يونيو 1931 في بولندا.

## وصلات خارجية
- إنغريد فان بيرغن على موقع IMDb (الإنجليزية)
- إنغريد فان بيرغن على موقع مونزينجر (الألمانية)
- إنغريد فان بيرغن على موقع ألو سيني (الفرنسية)
- إنغريد فان بيرغن على موقع ميوزك برينز (الإنجليزية)
- إنغريد فان بيرغن على موقع أول موفي (الإنجليزية)
- إنغريد فان بيرغن على موقع قاعدة بيانات الأفلام السويدية (السويدية)
- إنغريد فان بيرغن على موقع ديسكوغز (الإنجليزية)
- إنغريد فان بيرغن على موقع قاعدة بيانات الفيلم (الإنجليزية)
- إنغريد فان بيرغن على موقع كينوبويسك (الروسية)